# Chinatown (음반)
《Chinatown》는 아일랜드의 하드 록 밴드 씬 리지의 열 번째 스튜디오 음반이다. 1980년부터 1982년까지 씬 리지와 함께 투어뿐만 아니라 다음 음반에서도 공연할 기타리스트 스노이 화이트를 소개하였으며, 그는 게리 무어를 대신하여 영구 기타리스트로 활동하였다. 화이트는 이전에 클리프 리처드, 피터 그린, 핑크 플로이드와 함께 일했었다. 《Chinatown》은 또한 키보드에 18세의 대런 워턴을 참여시켰고, 그는 그해 말 씬 리지에 멤버로 합류했다.

## 평가
| 전문가 평가                          | 전문가 평가 |
| 평가 점수                            | 평가 점수   |
| 출처                                 | 점수        |
| ------------------------------------ | ----------- |
| AllMusic                             | [ 1 ]       |
| The Collector's Guide to Heavy Metal | 8/10        |

올뮤직의 그레그 프라토는 《Chinatown》을 전 음반 《Black Rose: A Rock Legend》에 비해 "감소"라고 표현하며 게리 무어와 프로듀서 토니 비스콘티의 부재와 필 라이넛과 스콧 고럼이 겪은 약물 문제를 탓했다. 프라토는 1면에는 〈We Will Be Strong〉의 "힘찬"과 〈Sweetheart〉의 "팝 퍼펙트" 등 최고의 소재가 담겨 있다고 극찬했다. 그러나, 그는 《Chinatown》이 "최악의 음반이 아니다"라고 믿었지만, 2면에는 "거의 거의 전적으로 싱거운 필러로 구성되어 있다"고 묘사했다. 캐나다 언론인 마틴 포포프는 "일부 기발한 곡들을 구성하긴 했지만, 서정적이고 주제적인 곡들은 모두 강제적이고 주제적인 것 같다"며 "씬 리지의 영혼의 기준 이하의 전반적인 품질 수준"이라고 썼으며, 스노이 화이트는 새로운 밴드 멤버보다 "공부된 세션맨"이라고 말했다.

## 곡 목록
모든 곡들은 특별한 언급이 없는 한 필 라이넛에 의해 작사/작곡하였다.
| #  | 제목                    | 작사·작곡                                         | 재생 시간 |
| -- | ----------------------- | ------------------------------------------------- | --------- |
| 1. | 〈We Will Be Strong〉   |                                                   | 5:11      |
| 2. | 〈Chinatown〉           | 브라이언 다우니, 스콧 고럼, 라이넛, 스노이 화이트 | 4:43      |
| 3. | 〈Sweetheart〉          |                                                   | 3:29      |
| 4. | 〈Sugar Blues〉         | 다우니, 고럼, 라이넛, 화이트                      | 4:22      |
| 5. | 〈Killer on the Loose〉 |                                                   | 3:55      |

| #  | 제목                                      | 작사·작곡      | 재생 시간 |
| -- | ----------------------------------------- | -------------- | --------- |
| 6. | 〈Having a Good Time〉                    | 라이넛, 화이트 | 4:38      |
| 7. | 〈Genocide (The Killing of the Buffalo)〉 |                | 5:06      |
| 8. | 〈Didn't I〉                              |                | 4:28      |
| 9. | 〈Hey You〉                               | 다우니, 라이넛 | 5:09      |